# Queen + Adam Lambert Tour 2017–2018
Die Queen + Adam Lambert Tour 2017–2018 war die dritte weltweite Konzerttournee der britischen Rockband Queen und des US-amerikanischen Sängers Adam Lambert unter dem Projektnamen Queen + Adam Lambert.

## Hintergrund
Nach einer 66-tägigen Welttournee in den Jahren 2014 und 2015 und einer gut aufgenommenen Europatournee im Sommer 2016 gaben Queen und Adam Lambert am 26. Januar 2017 bekannt, dass sie für eine weitere gemeinsame Tournee auf die Bühne zurückkehren würden.
Die dritte gemeinsame Tournee starteten Queen und Lambert am 23. Juni 2017 in Glendale (Arizona) und beendeten sie am 22. September 2018 nach einer zehn Shows umfassenden Residenz in Las Vegas. Insgesamt gaben sie 88 Konzerte in Nordamerika, Europa, Australien und Neuseeland. Wie bei den vorangegangenen beiden Tourneen wurde die Band von den Gastmusikern Spike Edney an den Keyboards und Neil Fairclough am Bass unterstützt. Roger Taylors Sohn Rufus Tiger Taylor, der Queen + Adam Lambert zwischen 2014 und 2016 als zusätzlicher Schlagzeuger und Perkussionist unterstütze, gab vor der Tournee bekannt, dass er aufgrund von Verpflichtungen als Mitglied der Band The Darkness nicht an den Konzerten teilnehmen werde. Seinen Platz nahm stattdessen Tyler Warren, der ehemalige Schlagzeuger von Queen Extravaganza, der offiziell von Brian May und Roger Taylor gegründeten Queen-Tribute-Band, ein.
Alle Konzerte im Jahr 2017 waren dem 40-jährigen Jubiläum des 1977 erschienenen Queen-Albums News of the World gewidmet. Zu diesem Anlass wurden eine Reihe von Songs in die Titelliste aufgenommen, die bereits seit längerer Zeit nicht mehr im Liverepertoire von Queen zu hören waren, darunter It’s Late, Get Down, Make Love und Spread Your Wings. Für die Europakonzerte 2018 wurde beschlossen (mit Ausnahme von London), nur in Städten aufzutreten, in denen 2017 kein Konzert stattfand.

## Setlist

### Setlist Nordamerika (2017)
- Hammer to Fall
- Stone Cold Crazy
- Another One Bites the Dust
- Fat Bottomed Girls
- Killer Queen
- Two Fux
- Don’t Stop Me Now
- Bicycle Race
- I’m in Love with My Car
- Get Down, Make Love
- I Want It All
- Love of My Life
- Somebody to Love
- Crazy Little Thing Called Love
- Drum Battle
- Under Pressure
- I Want to Break Free
- It’s Late
- Who Wants to Live Forever
- Last Horizon
- Guitar Solo
- Day-Oh (Freddie Mercury singing at Wembley Stadium, 1986)
- Radio Ga Ga
- Bohemian Rhapsody
- Spread Your Wings
- We Will Rock You
- Tie Your Mother Down
- We Are the Champions
- Outro (God Save the Queen)

### Setlist Europa (2017)/Ozeanien
- Hammer to Fall
- Stone Cold Crazy
- Tie Your Mother Down
- Another One Bites the Dust
- Fat Bottomed Girls
- Killer Queen
- Don’t Stop Me Now
- Bicycle Race
- I’m in Love with My Car
- Get Down, Make Love
- I Want It All
- Love of My Life
- Somebody to Love
- Crazy Little Thing Called Love
- Drum Battle
- Under Pressure
- A Kind of Magic
- These Are the Days of Our Lives
- I Want to Break Free
- Whataya Want from Me
- Who Wants to Live Forever
- Last Horizon
- Guitar Solo
- Radio Ga Ga
- Bohemian Rhapsody
- Day-Oh (Freddie Mercury singing at Wembley Stadium, 1986)
- We Will Rock You
- We Are the Champions
- Outro (God Save the Queen)

### Setlist Europa (2018)
- Tear It Up
- Seven Seas of Rhye
- Tie Your Mother Down
- Play the Game
- Fat Bottomed Girls
- Killer Queen
- Don’t Stop Me Now
- Bicycle Race
- I’m in Love with My Car
- Another One Bites the Dust
- Lucy
- I Want It All
- Love of My Life
- Somebody to Love
- Crazy Little Thing Called Love
- Drum Battle
- Under Pressure
- I Want to Break Free
- Who Wants to Live Forever
- Last Horizon
- Guitar Solo
- Radio Ga Ga
- Bohemian Rhapsody
- Day-Oh (Freddie Mercury singing at Wembley Stadium, 1986)
- We Will Rock You
- We Are the Champions
- Outro (God Save the Queen)

### Setlist Nordamerika (2018)
- We Will Rock You (fast version)
- Tie Your Mother Down
- Somebody to Love
- Fat Bottomed Girls
- Killer Queen
- Don’t Stop Me Now
- Bicycle Race
- I’m in Love with My Car
- Another One Bites the Dust
- I Want It All
- Love of My Life
- Heartbreak Hotel
- Crazy Little Thing Called Love
- Drum Battle
- Under Pressure
- I Want to Break Free
- Who Wants to Live Forever
- Last Horizon
- Guitar Solo
- Radio Ga Ga
- Bohemian Rhapsody
- Day-Oh (Freddie Mercury singing at Wembley Stadium, 1986)
- We Will Rock You
- We Are the Champions
- Outro (God Save the Queen)

## Tourdaten
| Nr.                 | Datum               | Stadt               | Land                | Veranstaltungsort        | Anmerkungen         |
| Leg 1 – Nordamerika | Leg 1 – Nordamerika | Leg 1 – Nordamerika | Leg 1 – Nordamerika | Leg 1 – Nordamerika      | Leg 1 – Nordamerika |
| ------------------- | ------------------- | ------------------- | ------------------- | ------------------------ | ------------------- |
| 1                   | 23. Juni 2017       | Glendale            | Vereinigte Staaten  | Gila River Arena         |                     |
| 2                   | 24. Juni 2017       | Paradise            | Vereinigte Staaten  | T-Mobile Arena           |                     |
| 3                   | 26. Juni 2017       | Los Angeles         | Vereinigte Staaten  | Hollywood Bowl           |                     |
| 4                   | 27. Juni 2017       | Los Angeles         | Vereinigte Staaten  | Hollywood Bowl           |                     |
| 5                   | 29. Juni 2017       | San Jose            | Vereinigte Staaten  | SAP Center at San Jose   |                     |
| 6                   | 1. Juli 2017        | Seattle             | Vereinigte Staaten  | KeyArena                 |                     |
| 7                   | 2. Juli 2017        | Vancouver           | Kanada              | Rogers Arena             |                     |
| 8                   | 4. Juli 2017        | Edmonton            | Kanada              | Rogers Place             |                     |
| 9                   | 6. Juli 2017        | Denver              | Vereinigte Staaten  | Pepsi Center             |                     |
| 10                  | 8. Juli 2017        | Omaha               | Vereinigte Staaten  | CenturyLink Center       |                     |
| 11                  | 9. Juli 2017        | Kansas City         | Vereinigte Staaten  | Sprint Center            |                     |
| 12                  | 13. Juli 2017       | Chicago             | Vereinigte Staaten  | United Center            |                     |
| 13                  | 14. Juli 2017       | St. Paul            | Vereinigte Staaten  | Xcel Energy Center       |                     |
| 14                  | 17. Juli 2017       | Montréal            | Kanada              | Centre Bell              |                     |
| 15                  | 18. Juli 2017       | Toronto             | Kanada              | Air Canada Centre        |                     |
| 16                  | 20. Juli 2017       | Auburn Hills        | Vereinigte Staaten  | Palace of Auburn Hills   |                     |
| 17                  | 21. Juli 2017       | Cleveland           | Vereinigte Staaten  | Quicken Loans Arena      |                     |
| 18                  | 23. Juli 2017       | Uncasville          | Vereinigte Staaten  | Mohegan Sun Arena        |                     |
| 19                  | 25. Juli 2017       | Boston              | Vereinigte Staaten  | TD Garden                |                     |
| 20                  | 26. Juli 2017       | Newark              | Vereinigte Staaten  | Prudential Center        |                     |
| 21                  | 28. Juli 2017       | New York City       | Vereinigte Staaten  | Barclays Center Brooklyn |                     |
| 22                  | 30. Juli 2017       | Philadelphia        | Vereinigte Staaten  | Wells Fargo Center       |                     |
| 23                  | 31. Juli 2017       | Washington, D.C.    | Vereinigte Staaten  | Verizon Center           |                     |
| 24                  | 2. August 2017      | Nashville           | Vereinigte Staaten  | Bridgestone Arena        |                     |
| 25                  | 4. August 2017      | Dallas              | Vereinigte Staaten  | American Airlines Center |                     |
| 26                  | 5. August 2017      | Houston             | Vereinigte Staaten  | Toyota Center            |                     |
| Leg 2 – Europa      |                     |                     |                     |                          |                     |
| 27                  | 1. November 2017    | Prag                | Tschechien          | O2 Arena                 |                     |
| 28                  | 2. November 2017    | München             | Deutschland         | Olympiahalle             |                     |
| 29                  | 4. November 2017    | Budapest            | Ungarn              | Papp László Sportaréna   |                     |
| 30                  | 6. November 2017    | Łódź                | Polen               | Atlas Arena              |                     |
| 31                  | 8. November 2017    | Wien                | Osterreich          | Stadthalle               |                     |
| 32                  | 10. November 2017   | Casalecchio di Reno | Italien             | Unipol Arena             |                     |
| 33                  | 12. November 2017   | Amnéville           | Frankreich          | Le Galaxie               |                     |
| 34                  | 13. November 2017   | Amsterdam           | Niederlande         | Ziggo Dome               |                     |
| 35                  | 17. November 2017   | Kaunas              | Litauen             | Žalgirio Arena           |                     |
| 36                  | 19. November 2017   | Helsinki            | Finnland            | Hartwall Arena           |                     |
| 37                  | 21. November 2017   | Solna               | Schweden            | Friends Arena            |                     |
| 38                  | 22. November 2017   | Kopenhagen          | Danemark            | Royal Arena              |                     |
| 39                  | 25. November 2017   | Dublin              | Irland              | 3Arena                   |                     |
| 40                  | 26. November 2017   | Belfast             | Nordirland          | SSE Arena                |                     |
| 41                  | 28. November 2017   | Liverpool           | England             | Echo Arena               |                     |
| 42                  | 30. November 2017   | Birmingham          | England             | Arena Birmingham         |                     |
| 43                  | 1. Dezember 2017    | Newcastle upon Tyne | England             | Metro Radio Arena        |                     |
| 44                  | 3. Dezember 2017    | Glasgow             | Schottland          | The SSE Hydro            |                     |
| 45                  | 5. Dezember 2017    | Nottingham          | England             | Motorpoint Arena         |                     |
| 46                  | 6. Dezember 2017    | Leeds               | England             | First Direct Arena       |                     |
| 47                  | 8. Dezember 2017    | Sheffield           | England             | FlyDSA Arena             |                     |
| 48                  | 9. Dezember 2017    | Manchester          | England             | Manchester Arena         |                     |
| 49                  | 12. Dezember 2017   | London              | England             | The O2 Arena             |                     |
| 50                  | 13. Dezember 2017   | London              | England             | The O2 Arena             |                     |
| 51                  | 15. Dezember 2017   | London              | England             | SSE Arena Wembley        |                     |
| 52                  | 16. Dezember 2017   | Birmingham          | England             | Arena Birmingham         |                     |
| Leg 3 – Ozeanien    |                     |                     |                     |                          |                     |
| 53                  | 17. Februar 2018    | Auckland            | Neuseeland          | Spark Arena              |                     |
| 54                  | 18. Februar 2018    | Auckland            | Neuseeland          | Spark Arena              |                     |
| 55                  | 21. Februar 2018    | Sydney              | Australien          | Qudos Bank Arena         |                     |
| 56                  | 22. Februar 2018    | Sydney              | Australien          | Qudos Bank Arena         |                     |
| 57                  | 24. Februar 2018    | Brisbane            | Australien          | Entertainment Centre     |                     |
| 58                  | 27. Februar 2018    | Adelaide            | Australien          | Entertainment Centre     |                     |
| 59                  | 28. Februar 2018    | Adelaide            | Australien          | Entertainment Centre     |                     |
| 60                  | 2. März 2018        | Melbourne           | Australien          | Rod Laver Arena          |                     |
| 61                  | 3. März 2018        | Melbourne           | Australien          | Rod Laver Arena          |                     |
| 62                  | 6. März 2018        | Perth               | Australien          | Perth Arena              |                     |
| Leg 4 – Europa      |                     |                     |                     |                          |                     |
| 63                  | 7. Juni 2018        | Lissabon            | Portugal            | Altice Arena             |                     |
| 64                  | 9. Juni 2018        | Madrid              | Spanien             | WiZink Center            |                     |
| 65                  | 10. Juni 2018       | Barcelona           | Spanien             | Palau Sant Jordi         |                     |
| 66                  | 13. Juni 2018       | Köln                | Deutschland         | Lanxess Arena            |                     |
| 67                  | 15. Juni 2018       | Herning             | Danemark            | Jyske Bank Boxen         |                     |
| 68                  | 17. Juni 2018       | Fornebu             | Norwegen            | Telenor Arena            |                     |
| 69                  | 19. Juni 2018       | Berlin              | Deutschland         | Mercedes-Benz Arena      |                     |
| 70                  | 20. Juni 2018       | Hamburg             | Deutschland         | Barclaycard Arena        |                     |
| 71                  | 25. Juni 2018       | Assago              | Italien             | Mediolanum Forum         |                     |
| 72                  | 27. Juni 2018       | Rotterdam           | Niederlande         | Sportpaleis Ahoy’        |                     |
| 73                  | 29. Juni 2018       | Antwerpen           | Belgien             | Sportpaleis              |                     |
| 74                  | 1. Juli 2018        | London              | England             | SSE Arena Wembley        |                     |
| 75                  | 2. Juli 2018        | London              | England             | The O2 Arena             |                     |
| 76                  | 4. Juli 2018        | London              | England             | The O2 Arena             |                     |
| 77                  | 6. Juli 2018        | Glasgow             | Schottland          | Glasgow Green            | TRNSMT Festival     |
| 78                  | 8. Juli 2018        | Dublin              | Irland              | Marlay Park              |                     |
| Leg 5 – Nordamerika |                     |                     |                     |                          |                     |
| 79                  | 1. September 2018   | Paradise            | Vereinigte Staaten  | Park Theater             |                     |
| 80                  | 2. September 2018   | Paradise            | Vereinigte Staaten  | Park Theater             |                     |
| 81                  | 5. September 2018   | Paradise            | Vereinigte Staaten  | Park Theater             |                     |
| 82                  | 7. September 2018   | Paradise            | Vereinigte Staaten  | Park Theater             |                     |
| 83                  | 8. September 2018   | Paradise            | Vereinigte Staaten  | Park Theater             |                     |
| 84                  | 14. September 2018  | Paradise            | Vereinigte Staaten  | Park Theater             |                     |
| 85                  | 15. September 2018  | Paradise            | Vereinigte Staaten  | Park Theater             |                     |
| 86                  | 19. September 2018  | Paradise            | Vereinigte Staaten  | Park Theater             |                     |
| 87                  | 21. September 2018  | Paradise            | Vereinigte Staaten  | Park Theater             |                     |
| 88                  | 22. September 2018  | Paradise            | Vereinigte Staaten  | Park Theater             |                     |

## Band
- Brian May: Gitarre, Hintergrundgesang, Gesang
- Roger Taylor: Schlagzeug, Hintergrundgesang, Gesang
- Adam Lambert: Gesang
- Spike Edney: Keyboards, Hintergrundgesang
- Neil Fairclough: Bass, Hintergrundgesang
- Tyler Warren: Percussion, zusätzliches Schlagzeug, Hintergrundgesang